# Bundesstraße 96a
De Bundesstraße 96a (ook wel B96) is een bundesstraße in Duitsland die loopt door de deelstaten Brandenburg en Berlijn.
De B96a begint bij Blankenfelde-Mahlow op de B96 en loopt vanaf hier langs Flughafen Berlin Brandenburg en door Schönefeld, waar een afrit volgt van de A113. Vervolgens volgt een lang gedeelte door de Duitse hoofdstad Berlijn. Na het verlaten van de stad is er nog een gedeelte tot Birkenwerder waar de weg wederom aansluit op de B96. De B96a is 56 kilometer lang.
B1 · B2 · B4 · B5 · B75 · B76 · B77 · B87 · B96 · B96a · B96b · B97 · B101 · B102 · B103 · B104 · B105 · B106 · B107 · B108 · B109 · B110 · B111 · B112 · B112n · B113 · B115 · B122 · B156 · B158 · B166 · B167 · B168 · B169 · B179 · B182 · B183 · B187 · B188 · B189 · B190n · B191 · B192 · B193 · B194 · B195 · B196 · B197 · B198 · B199 · B200 · B201 · B202 · B203 · B204 · B205 · B206 · B207 · B208 · B209 · B246 · B320 · B321 · B404 · B430 · B431 · B432 · B434 · B435 · B495 · B501 · B502 · B503